# Liège (provins)
Liège (tysk: Lüttich, nederlandsk: Luik) er den østligste provins i Vallonien og Belgien. 

## Beliggenhed
Provinsen grænser op til de belgiske provinser Luxembourg, Namur, Vallonsk Brabant, Flamsk Brabant og Limburg. Desuden grænser Liège op til landene Nederland, Tyskland og Luxembourg. Provinshovedstaden hedder Liège. Arealet er 3844 km², og provinsen er delt ind i fire administrative distrikter (arrondissementer) med 84 kommuner.

## Fransk og tysk
Det meste af provinsen er fransktalende. Kommunerne længst mod øst er dog tysktalende. 

## Erhverv og industri
Provinsen Liège husede tidligere en stor del af Belgiens sværindustri, ligesom der blev drevet minedrift i provinsen, bl.a. ved Stenkulminen i Hasard de Cheratte.